# 3,10-二羟基癸酸
3,10-二羟基癸酸（英語：3,10-Dihydroxydecanoic acid）是一种β,ω-二羟基羧酸，化学式HO(CH2)7CHOHCH2COOH，在蜂王浆中有发现。它在84—85 °C（357—358 K）熔化。